# João Carlos de Horta Machado
João Carlos da Franca de Horta Machado (Cascais, 2 de Setembro de 1905 - Albufeira, 4 de Agosto de 1993), de seu nome completo: João Carlos Maria José Estevão André da Franca de Horta Machado da Cunha Mendonça e Melo Ribadeneira e Aragão Corte-Real, foi o 2.º Conde de Alte e de Marim, e 2º Visconde de Alte. Casou com Maria Teresa Leite Pereira de Melo e Alvim Ferreira Pinto Basto. O título de Visconde de Alte foi criado pela Rainha D. Maria II de Portugal. O título de Conde de Alte foi criado pelo Rei D. Luís I de Portugal. O título de Conde de Castro Marim foi criado pelo Rei D. Carlos I de Portugal.

## Descendência
- Maria das Dores Helena da Franca Horta Machado - Casou com Luís de Sá de Azevedo Coutinho
- Margarida Maria da Franca de Horta Machado - Casou com Dom Sebastião de Carmo Falcão Trigoso da Cunha
- António José da Franca de Horta Machado - 2.º Conde de Selir, 3.º Conde de Alte, 3.º Conde de Marim, Visconde de Alte, Cónego da Basílica da Estrela e Vigário-geral do Patriarcado de Lisboa
- Maria Teresa da Franca de Horta Machado - Casou com D. Vasco Jardim Maldonado Passanha
- Joaquim Augusto da Franca de Horta Machado - Casou com Maria Teresa Rodrigues Simões de Almeida
- João Carlos da Franca Horta Machado - Casou com Maria Francisca Braamcamp Sobral Lobo de Vasconcelos
- Maria Helena da Franca Horta Machado - Casou com Fortunato Fernandes Marques da Cunha